# Hole (Norvegia)
Hole è un comune norvegese della contea di Buskerud.